# Dobrovit

Dobrovit bio je benediktinski opat samostana svete Lucije u Baškoj.
Prema natpisu na Bašćanskoj ploči, Dobrovit je s devetero braće redovnika za vladavine kneza Kosmata sagradio crkvu svete Lucije. Drugi dio natpisa s ploče govori o Dobrovitu, a koji u suvremenom čitanju glasi: